# أسلام أباد (بيش كوه زلاغي)
أسلام أباد (بالفارسية: شاه‌آباد) هي قرية تقع في إيران في قسم بیش کوه زلاغي الریفي. يقدر عدد سكانها بـ 68 نسمة .